# بی‌گناه (مجموعه تلویزیونی ۲۰۲۱)
بی‌گناه (اسپانیایی: El inocente‎) یک مینی‌سریال دلهره‌آور معمایی به کارگردانی اوریول پائولو است که بر پایهٔ رمانی به همین نام اثر هارلن کوبن ساخته شد.

## خلاصه داستان
۹ سال پس از درگیری در یک نزاع و قتل تصادفی یک مرد، ماتئو (با بازی ماریو کاساس) تلاش می‌کند با همسرش اولیویا (با بازی آئورا گاریدو) زندگی جدیدی را شروع کند. با این حال، آنها با تحولات جدیدی که زندگی‌شان را دوباره از هم می‌پاشد، غافلگیر می‌شوند.

## گزیدهٔ بازیگران
- ماریو کاساس
- الکساندرا خیمنس
- آئورا گاریدو
- خوزه کرونادو
- مارتینا گوسمن
- آنا واگنر
- سوسی سانچس
- گونسالو دِ کاسترو